# Mary Susan McIntosh
Mary Susan McIntosh, född 13 mars 1936 i Hampstead, London, död 5 januari 2013 i London, var en brittisk sociolog, feminist och HBTQ-aktivist. I sin forskning inriktade hon sig bland annat på kriminologi och homosexualitetens sociologi.

## Biografi
Mary Susan McIntosh föddes år 1936 i Hampstead i London. Hon studerade filosofi, statsvetenskap och nationalekonomi vid St Anne's College i Oxford. Simone de Beauvoirs Det andra könet blev en ögonöppnare för McIntosh beträffande feminism och queerteori. Efter examen reste hon 1958 till USA för att studera vid University of California. Efter att högljutt ha protesterat mot House Un-American Activities Committee och McCarthyismen tvingades hon att lämna USA. Hon återvände till England och fick en tjänst vid University of Leicester för att sedan bli föreläsare vid University of Essex.
Mary Susan McIntosh avled år 2013 i London, 76 år gammal.